# Telamonia peckhami
Telamonia peckhami es una especie de arañas araneomorfas de la familia Salticidae.

## Distribución geográfica
Es endémica de las islas Nicobar (India).